# Чертеим
Чертеим — село в Лунинском районе Пензенской области. Входит в состав Засурского сельсовета.

## География
Село расположено в северной части области на расстоянии примерно в 11 километрах по прямой к востоку-юго-востоку от районного центра Лунино.
Часовой пояс
Село Чертеим как и вся Пензенская область, находится в часовой зоне МСК (московское время). Смещение применяемого времени относительно UTC составляет +3:00.

## Население
| 1864 | 1877 | 1897 | 1910  | 1926 | 1930  | 1959 |
| ---- | ---- | ---- | ----- | ---- | ----- | ---- |
| 462  | ↘413 | ↗934 | ↗1259 | ↘893 | ↗1462 | ↘407 |
| 1979 | 1989 | 1996 | 2002  | 2010 |       |      |
| ↘187 | ↘102 | ↘70  | ↘48   | ↘13  |       |      |

Национальный состав
Согласно результатам переписи 2002 года, в национальной структуре населения русские составляли 100 % из 48 чел..